# Style (album Namie Amuro)
Style – szósty album piosenkarki Namie Amuro, wydany 10 grudnia 2003 roku.
Utrzymywał się przez dwadzieścia trzy tygodnie w rankingu Oricon i znajdował się najwyżej na trzecim miejscu. Sprzedano 221 874 kopii (w pierwszym tygodniu sprzedaży 93 142 egzemplarzy), a w Korei Południowej, gdzie sprzedano 6667 płyt album był na 10. pozycji. Piosenki Four Seasons i Come znalazły się na soundtracku w trzecim sezonie InuYasha.

## Lista utworów
| 1.  | Namie's Style                            | 4:03    |
|     |                                          |         |
| 2.  | Indy Lady feat. Zeebra                   | 5:19    |
|     |                                          |         |
| 3.  | Put 'Em Up                               | 4:03    |
|     |                                          |         |
| 4.  | So Crazy                                 | 4:34    |
|     |                                          |         |
| 5.  | Don't Lie To Me                          | 3:42    |
|     |                                          |         |
| 6.  | Lovebite                                 | 3:09    |
|     |                                          |         |
| 7.  | Four Seasons                             | 3:47    |
|     |                                          |         |
| 8.  | Fish feat. Verbal & Arkitec              | 4:27    |
|     |                                          |         |
| 9.  | Gimme More                               | 3:24    |
|     |                                          |         |
| 10. | As Good As                               | 3:28    |
|     |                                          |         |
| 11. | Shine More                               | 3:39    |
|     |                                          |         |
| 12. | Come                                     | 4:34    |
|     |                                          |         |
| 13. | Wishing on the Same Star                 | 4:58    |
|     |                                          |         |
| 14. | So Crazy (Mad Bear Mix)                  | 4:26    |
|     |                                          |         |
| 15. | Wishing On The Same Star (Movie Version) | 3:12    |
|     |                                          |         |
|     |                                          | 1:00:45 |
|     |                                          |         |

## Oricon
| Diagram                                                    | Pozycja |
| ---------------------------------------------------------- | ------- |
| Dzienny diagram Oricon (w pierwszym dniu sprzedaży)        | #3      |
| Tygodniowy diagram Oricon (w pierwszym tygodniu sprzedaży) | #4      |
| Miesięczny diagram Oricon (w pierwszym miesiącu sprzedaży) | -       |
| Roczny diagram Oricon                                      | #67     |